# Who's Next
Who's Next este al cincilea album al trupei engleze The Who. A fost lansat pe 31 iulie 1971 de Decca și MCA în Statele Unite și pe 25 august 1971 în Regatul Unit prin Track și Polydor. Albumul are la bază o operă rock realizată de Pete Townshend și numită Lifehouse. Proiectul inițial, unul foarte complex și ambițios, nu a fost terminat și multe dintre cântecele deja înregistrate au fost incluse pe LP-ul acesta. Who's Next a fost la momentul lansării un mare succes, atât critic cât și comercial, fiind adesea numit cel mai bun album al trupei. Coperta îi înfățișează pe membri formației urinând pe un bloc de ciment. 

## Lista pieselor
1. „Baba O'Riley” (5:11)
2. „Bargain” (5:33)
3. „Love Ain't for Keeping” (2:12)
4. „My Wife” (John Entwistle) (3:31)
5. „The Song Is Over” (6:16)
6. „Getting in Tune” (4:50)
7. „Going Mobile” (3:42)
8. „Behind Blue Eyes” (3:42)
9. „Won't Get Fooled Again” (8:32)

- Toate cântecele au fost scrise și compuse de Pete Townshend cu excepția celor notate.

## Single-uri
- "Won't Get Fooled Again" (1971)
- "Behind Blue Eyes" (1971)
- "Baba O'Riley" (1971)

## Componență
- Roger Daltrey - voce principală, muzicuță
- John Entwistle - chitară bas, trompetă, voce de fundal, voce pe "My Wife"
- Pete Townshend - chitară, sintetizator, orgă, pian, voce
- Keith Moon - baterie, percuție